# Liburna (nemzetség)
A Liburna az ostoros moszatok Euglenida kládja Karavia csoportjának nemzetsége, a Hemiolia testvércsoportja. Rendszertani helyzete nagyrészt ismeretlen, minthogy a fagotróf ostoros moszatokról nem volt ismert átfogó filogenetika. Az ostoros moszatok W kládjával azonos.

## Történet
Típusfaja a Liburna glaciale (Larsen et Patterson 1990) Lax  et al. 2019. Ennek eredeti neve Anisonema glaciale volt.
2019-ben írták le a nemzetséget Gordon Lax  et al. a Ploeotiida 8 nemzetségéből 2 másik, szintén újonnan leírt nemzetség mellett, miután több korábbi Anisonema-fajról kimutatták, hogy az Anisonema típusfajának nem rokona.
Az Euglenozoa első többgénes elemzésében már szerepelt a Liburna, ezzel ez volt a Ploeotiida első nemzetsége, mely ilyen filogenetikában szerepelt.
2023-ban Lax  et al. filogenetikai alapon leírták a Hemiolia és a Liburna nemzetségeket tartalmazó Karavia kládot.
2024-ben fedezték fel első parazita faját, a L. oophagát.

## Filogenetika
2 faja ismert, ezek a L. glaciale és a L. oophaga. Ezek egymás testvérfajai, a Liburna nemzetség pedig a Hemiolia testvércsoportja. A két nemzetség együtt alkotja a Karavia kládot, melynek lehetséges testvérnemzetsége a Gaulosia.

## Morfológia
Nyújtott vagy tojás alakú, magjai nagyok, és szintén tojás alakúak. Egy középső nagy (L. glaciale) vagy több elszórt kis (L. oophaga) kör alakú plasztisza van. Ismert fajaiban a pellikula legalább 10 sávos. Gyorsan siklik jobboldalt lévő elülső ostorával, és gyakran áll meg néhány másodpercre, mielőtt folytatja a mozgást.
A L. glaciale elülső ostorának hossza a sejttestének 1,4-szerese, hátulsó ostoráé 3-szorosa. Kovamoszatok fagocitózisára is képes merev pellikulája ellenére.
Fénymikroszkóppal nem látható sejtszája.

## Életmód
A L. oophaga tintahalpetéket fertőzhet, azok felszínét lebontva alagutakat alakítanak ki benne, ezzel embriómortalitást okozva. Perecetsavoldattal lehet ellene védekezni, ez növeli az embriók túlélési arányát és növekedési sebességét is. Kolóniákat alkothat.